# Олштат
Олштат (њем. Ohlstadt) општина је у њемачкој савезној држави Баварска. Једно је од 22 општинска средишта округа Гармиш-Партенкирхен. Према процјени из 2010. у општини је живјело 3.277 становника. Посједује регионалну шифру (AGS) 9180127.

## Географски и демографски подаци
Олштат се налази у савезној држави Баварска у округу Гармиш-Партенкирхен. Општина се налази на надморској висини од 665 метара. Површина општине износи 41,2 km². У самом мјесту је, према процјени из 2010. године, живјело 3.277 становника. Просјечна густина становништва износи 80 становника/km².